# Nunataki Ledjanye
Die Nunataki Ledjanye (englische Transkription von russisch Нунатаки Ледяные Nunataki Ledjanyje, deutsch ‚Vereiste Nunatakker‘) sind eine Gruppe von Nunatakkern im ostantarktischen Mac-Robertson-Land. Sie gehörten zu den Goodspeed-Nunatakkern in den südlichen Prince Charles Mountains und ragen nordöstlich des Mitchell Ridge auf.
Russische Wissenschaftler benannten sie.